# Deurzerdiep
Het Deurzerdiep is een van de bovenlopen van de Drentsche Aa in de Nederlandse provincie Drenthe.
Het Deurzerdiep begint bij Schieven, waar het Amerdiep en het Anreeperdiep samenvloeien. Het diep stroomt vervolgens in noordelijke richting langs Deurze. Het gekanaliseerde gedeelte buigt af naar het westen en mondt uit in het Havenkanaal, een zijtak van het Noord-Willemskanaal. Het oorspronkelijke Deurzerdiep meandert door het gebied ten westen van Kampsheide en gaat ten zuiden van Loon over in het Looner Diep.
Het gebied rond het Deurzerdiep maakt deel uit van het Nationaal beek- en esdorpenlandschap Drentsche Aa.
Amerdiep ·
Anlooërdiepje ·
Deurzerdiep ·
Gastersche Diep ·
Hoornsediep ·
Looner Diep ·
Scheebroekerloopje ·
Taarlosche Diep ·
Zeegserloopje